# Ditassa conceptionis
Ditassa conceptionis är en oleanderväxtart som beskrevs av J. Fontella Pereira. Ditassa conceptionis ingår i släktet Ditassa och familjen oleanderväxter. Inga underarter finns listade i Catalogue of Life.